# Rainier III. od Monaka
Rainier III. od Monaka, punim imenom Rainier Louis Henri Maxence Bertrand de Grimaldi (Monako, 31. svibnja 1923. – Monako, 6. travnja 2005.), monegaški knez (1949. – 2005.) iz dinastije Grimaldi. Svjetsku popularnost donijela mu je ženidba s američkom filmskom glumicom Grace Kelly. Poznat kao veliki ljubitelj cirkusa, od 1973. osnivač je velikog festivala cirkusa (oscar za cirkuske umjetnike) koji se i dan danas održava u Monte Carlu svake godine u siječnju.

## Životopis
Rodio se u obitelji grofa Pierrea od Polignaca i monegaške princeze Charlotte od Monaka, kćerke monegaškog kneza Luja II. Njegov otac je ženidbom s njegovom majkom uzeo prezime Grimaldi, kako bi ostvario kontinuitet vladarske obitelji. Rainer se školovao u Engleskoj, Švicarskoj i Francuskoj. Za vrijeme Drugog svjetskog rata služio je u francuskoj vojsci kao časnik. Poslije rata nastavio je školovanje na sveučilištu u Parizu.
Godine 1949. naslijedio je monegaško prijestolje, kao 31. vladar Monaka. Dana 19. travnja 1956. godine oženio se s američkom filmskom zvijezdom Grace Kelly s kojom je imao troje djece:
- Caroline od Monaka (r. 1957.)
- Albert II. od Monaka (r. 1958.)
- Stéphanie od Monaka (r. 1965.)

Njegova supruga, princeza Grace od Monaka stradala je u automobilskoj nesreći 13. rujna 1982. godine, a umrla je u bolnici dan kasnije.
Tijekom svoje duge vladavine, Rainer III. je pretvorio kneževinu Monako u turističku destinaciju, poreznu oazu i mjesto posjećenih sportskih događaja (Formula 1, Tennis Open itd.).
Život na monegaškom dvoru bio je ispunjen brojnim skandalima koje su počinila njegova djeca, a koji su punili naslovnice svjetskih medija. Najstarija kći Caroline udavala se triput; prvi put se udala majci u inat, za playboya Phillipea Junota, a nakon rastave, koju Vatikan nije priznao do 1992., udala se za talijanskog biznismena Casiraghijem, s kojim ima troje djece. Treći put se udala 1999. godine za razvedenog njemačkog princa Ernsta Augusta od Hanovera, koji je i sam punio naslovnice skandalima, a s kojim ima kćer Alexandru.
Sin Albert je također poznat medijima po brojnim ljubavnim avanturama, nezakonitoj djeci i dugom samotnjačkom životu. Oženio se tek 2011. godine s Charlene Wittstock, s kojom ima dvoje djece. Najmlađa Rainerova kći, princeza Stephanie je jednako tako sablažnjivala javnost brojnim vezama s poslugom.

## Vanjske poveznice
|  | Zajednički poslužitelj ima još gradiva o temi Rainier III. od Monaka |

- Rainer III. Hrvatska enciklopedija
- Rainer III. Proleksis enciklopedija
- Rainer III., princ od Monaka Britannica (engl.)
- Rainer III., princ od Monaka – biography.com  Arhivirana inačica izvorne stranice od 17. studenoga 2017. (Wayback Machine) (engl.)
- Rainer III. – Vladao državom, ali ne i svojom djecom vecernji.hr

| Prethodnik:             | Knez Monaka (1949. – 2005.) | Nasljednik:           |
| Luj II. (1922. – 1949.) | Knez Monaka (1949. – 2005.) | Albert II. (od 2005.) |